# Дистрибуция
В языкознании, дистрибу́ция (позиционное распределение) — это множество всех окружений (контекстов), в которых встречается некоторый элемент, то есть множество всех (различных) возможных позиций элемента относительно позиций других элементов. Понятие дистрибуции отражает свойство языковых единиц, состоящее в том, что сочетаемость каждой единицы (за исключением предложения) с другими подобными единицами более или менее ограничена. Другими словами, каждый звук в речи реализуется только при определённых условиях.  
Термин «дистрибуция» употребляется в структурном языкознании, особенно в американской дескриптивной лингвистике. Дистрибутивные свойства единиц широко используются при выделении вершин и зависимых в синтаксисе и морфологии.

## Типы дистрибуции
Существуют следующие типы дистрибуции:
- дополнительная (комплементарная) — два элемента никогда не встречаются в одинаковой позиции; этот тип характерен для вариантов одной и той же единицы (к примеру, для более открытого и более закрытого гласного в рус. дед и деть, первый из которых встречается в русской речи перед твёрдыми, а второй — перед мягкими согласными; оба гласных являются вариантами фонемы е);
- два элемента встречаются в одинаковой позиции:
  - контрастная — дистрибуция функционально различных единиц, принадлежащих к одному классу. Случай такой дистрибуции могут представлять два звука, замена одного из которых другим влечёт за собой различие в значении;
  - «свободное чередование» факультативных вариантов одной и той же единицы (например, вибрирующее [r] и грассированное [ʁ] во французском языке, окончания -ой и -ою в творительном падеже единственного числа в русском языке);
- множество возможных позиций одной единицы включает в себя множество возможных позиций другой. Данный случай является разновидностью контрастной дистрибуции и характерен для функционально противопоставленных единиц, одна из которых обычно описывается как обладающая положительным признаком (маркированная), а другая — отрицательным (немаркированная). Так, дистрибуция русских глухих согласных шире дистрибуции звонких, так как последние не встречаются в позиции конца фонетического слова;
- множества возможных позиций двух единиц или двух классов единиц частично пересекаются (к примеру, в чешском языке дистрибуция фонем r и l, относящихся к классу согласных, частично пересекается с дистрибуцией гласных, так как они могут быть центральным элементом слога, ср. vlk — «волк», prst — «палец»).